# Messier 70
A Messier 70 (más néven M70, vagy NGC 6681) egy gömbhalmaz a Sagittarius csillagképben.

## Felfedezése
Az M70 gömbhalmazt Charles Messier francia csillagász fedezte fel, majd 1780. augusztus 31-én katalogizálta. A halmazt először William Herschel-nek sikerült csillagokra bontania.

## Tudományos adatok
A szomszédos M69 halmazzal együtt közel fekszik a galaktikus középponthoz, így jelentős árapályerők hatnak rá. A halmazban mindössze két változócsillagot ismerünk. Az M70 gyorsan, 200 km/s sebességgel távolodik tőlünk.
Az M70 akkor vált ismertté, amikor 1995-ös megfigyelése közben Alan Hale és Thomas Bopp felfedezte a közelében a Hale–Bopp-üstököst.

## Megfigyelési lehetőség
Az M70 a Messier-katalógus egyik leghalványabb és legkevésbé feltűnő objektuma.